# Challenge Tour 2000/01
Die Challenge Tour 2000/01 war eine Serie von Snookerturnieren, die vom professionellen Weltverband parallel zur Saison 2000/01 der Snooker Main Tour als „zweitklassige“ Tour des Profisnookers ausgetragen wurde. Die für alle interessierten und nicht für die Main Tour qualifizierten Spieler offene Tour bestand aus vier eigenen Events und zwei Möglichkeiten zur Teilnahme an Main-Tour-Turnieren. Am Ende wurden über eine Gesamtwertung Startberechtigungen für die Main Tour 2001/02 und die Challenge Tour 2001/02 verteilt.

## Struktur
Die ehemalige UK Tour wurde mit der Saison 2000/01 erstmals als Challenge Tour ausgetragen. Vom Namen abgesehen änderte sich sonst aber nichts; die Struktur der „zweitklassigen“ Tour des Profisnookers entsprach im Wesentlichen der der UK Tour 1999/2000. Erneut wurden vier eigene Events ausgetragen, die an verschiedenen Orten im Vereinigten Königreich stattfanden. Neben den nicht für die Saison qualifizierten Spielern der Main Tour 1999/2000 und den besten, nicht für die Main Tour qualifizierten Spielern der UK Tour 1999/2000 war die Tour auch für alle anderen interessierten Spieler offen. Auch eine Mitgliedschaft im professionellen Weltverband war nicht vonnöten, einzige Bedingung war, dass kein Teilnehmer für die Main Tour 2000/01 qualifiziert sein durfte. Insgesamt nahmen so über 400 Spieler an der Challenge Tour teil, wobei es die letzte Saison als „offene“ Tour war. Für alle vier Events mussten vorab Qualifikationsturniere ausgetragen werden, um die Anzahl der Teilnehmer bewältigen zu können. Nichtsdestotrotz bevorzugte eine Setzliste jene Spieler, die in der vergangenen Saison auf der Main Tour gespielt hatten oder auf der UK Tour 1999/2000 gute Platzierungen eingefahren hatten. Die Events an sich fanden im K.-o.-System statt.
Abgesehen davon konnten die Challenge-Tour-Spieler auch an zwei weiteren Turnieren teilnehmen. Das wichtigere Zusatz-Turnier war die Snookerweltmeisterschaft, eigentlich ein Main-Tour-Turnier, aber das wichtigste Event des professionellen Snookers. Die Challenge-Tour-Spieler starteten in der WM-Qualifikation noch vor den Main-Tour-Spielern, erhielten aber immerhin die Möglichkeit zur Teilnahme. Zusätzlich durften einige Dutzend Challenge-Tour-Spieler auch an der Benson and Hedges Championship 2000 teilnehmen, dem Qualifikationsturnier für das Masters 2001, ebenfalls eines der bedeutenden Turniere des Profisnookers. Für die Teilnahme an der Benson and Hedges Championship war im Gegensatz zur generellen Teilnahme an der Challenge Tour auch eine Mitgliedschaft im professionellen Weltverband erforderlich. Ob diese Bedingung auch für die Teilnahme an der Snookerweltmeisterschaft griff, ist unklar.
Bei den vier eigenen Turnieren der Challenge-Tour sowie in der WM-Qualifikation konnten die Spieler neben Preisgeldern auch Punkte gewinnen, nur bei der Benson and Hedges Championship bestand diese Möglichkeit nicht. Die Punkteschlüssel waren bei den Challenge-Tour-Events für alle vier Turniere identisch, nur bei der Weltmeisterschaft existierte ein anderer Schlüssel. Mit den Punkten wurde am Ende eine „Order of Merit“ genannte Gesamtwertung der Tour errechnet, über die auch die Startberechtigungen für die nächste Saison vergeben wurden. Die besten 16 Spieler der Endwertung erhielten einen Startplatz auf der Main Tour 2001/02, ebenso die besten sieben noch nicht qualifizierten Spieler auf einer virtuellen Endwertung ohne die Punkte aus der WM-Qualifikation (also auf einer virtuellen Rangliste, die ausschließlich mit den Punkten aus den vier Challenge-Tour-Events errechnet wurde). Die nächsten 64 Spieler qualifizierten sich für die Challenge Tour 2001/02, auch hier gingen weitere Startplätze an die in diesem Fall besten 28 Spieler auf der virtuellen Rangliste ohne die WM-Qualifikation-Punkte.
Die folgende Tabelle zeigt den Punkte- und Preisgeldschlüssel für die vier Challenge-Tour-Events. Der Punkteschlüssel wurde nach den ersten drei Events für das vierte Event geringfügig abgeändert.
| Runde             | Sieger   | Finalist | Halbfinalist | Viertelfinalist | Letzte 16 | Letzte 32 | Letzte 64 | Letzte 128 | Runde 3 | Runde 2 | Runde 1 | Höchstes Break | insg.    |
| Punkte Events 1–3 | 1350     | 900      | 600          | 452             | 340       | 256       | 192       | 144        | 108     | 96      | 85      | –              | –        |
| Punkte Event 4    | 1360     | 909      | 608          | 459             | 346       | 261       | 196       | 147        | 110     | 97      | 85      | –              | –        |
| Preisgeld         | 10.000 £ | 3.250 £  | 1.600 £      | 1.175 £         | 675 £     | 350 £     | 175 £     | 100 £      | –       | –       | –       | 100 £          | 44.250 £ |

Für die Snookerweltmeisterschaft 2001 wurde ein anderer Punkteschlüssel als bei den Challenge-Tour-Events verwendet, wobei sich dieser Punkteschlüssel auch vom Punkteschlüssel der WM-Qualifikation für die Main-Tour-Spieler unterschied.
|        | Main-Tour-Phase | Main-Tour-Phase | Main-Tour-Phase | Main-Tour-Phase | Main-Tour-Phase | Challenge-Tour-Phase | Challenge-Tour-Phase | Challenge-Tour-Phase | Challenge-Tour-Phase | Amateurphase | Amateurphase | Amateurphase |
| Runde  | Letzte 128      | Runde 6         | Runde 5         | Runde 4         | Runde 3         | Runde 2              | Runde 1              | Vorrunde 4           | Vorrunde 3           | Vorrunde 2   | Vorrunde 1   |              |
| Punkte | 1000            | 500             | 450             | 400             | 350             | 300                  | 250                  | keine Punkte         | keine Punkte         | keine Punkte | keine Punkte |              |

## Events
Die folgende Tabelle gibt einen Überblick über die vier, während der Saison eigens für die Challenge Tour ausgetragenen Events. Alle Challenge-Tour-Events fanden entweder im Jesters Snooker Club in Swindon oder im Manhattan Club and Snooker Centre in Harrogate statt. Für jedes Event wurde einige Wochen vorher ein Qualifikationsturnier ausgetragen. Ähnlich wie bei der English Amateur Championship gab es für die Qualifikationen eine Nord- und eine Südhälfte des Teilnehmerfeldes, in der die Spieler je nach ihrer Heimat einsortiert wurden. Die nördliche Hälfte trug ihre Qualifikationen in Harrogate, die südliche in Swindon aus. In der Qualifikation wurde das mitunter über 400 Spieler umfassende Teilnehmerfeld jedes Turnieres auf 16 Spieler pro Hälfte eingegrenzt, sodass in der Hauptrunde jedes Turnieres nur noch 32 Spieler standen. Jedes Turnier an sich wurde im K.-o.-System mit je nach Runde aufsteigenden Best-of-Modi ausgespielt. Die im Folgenden genannten Daten und Austragungsorte beziehen sich ausschließlich auf die Hauptrunden der vier Events.
| Nr. | Datum                       | Austragungsort                                | Sieger        | Ergebnis | Finalist      |
| --- | --------------------------- | --------------------------------------------- | ------------- | -------- | ------------- |
| 1   | 31. Oktober bis 2. November | Swindon – Jesters Snooker Club                | Adrian Rosa   | 6:4      | Surinder Gill |
| 2   | 18. bis 20. Dezember        | Harrogate – Manhattan Club and Snooker Centre | Andrew Norman | 6:3      | Luke Fisher   |
| 3   | 9. bis 11. März             | Swindon – Jesters Snooker Club                | Shaun Murphy  | 6:3      | Andrew Norman |
| 4   | 4. bis 6. April             | Harrogate – Manhattan Club and Snooker Centre | Shaun Murphy  | 6:2      | Luke Simmonds |

Bei der Benson and Hedges Championship 2000 konnte Shaun Murphy als erster UK- bzw. Challenge-Tour-Spieler der Geschichte das Turnier gewinnen. Im Finale besiegte er Main-Tour-Profi Stuart Bingham mit 9:7 und qualifizierte sich so für das prestigeträchtige Masters 2001. Dort konnte er in der Wildcard-Runde sein Spiel gegen Marco Fu gewinnen und zog ins Achtelfinale ein. Gegen den siebenfachen Ex-Weltmeister Stephen Hendry führte er bereits mit 4:1, verlor am Ende aber trotzdem noch mit 4:6. Bei der Snookerweltmeisterschaft 2001 schieden alle Challenge-Tour-Spieler noch in der Qualifikation aus. Am weitesten kam Tom Ford, der bis unter die letzten 128 Spieler und damit in die viertletzte Qualifikationsrunde kam.

## Rangliste
Die Rangliste der Challenge Tour 2000/01 bestand wie oben beschrieben aus den Punkten, die die Spieler bei den vier Challenge-Tour-Events und der WM-Qualifikation gewonnen hatten. Insgesamt umfasste die Endwertung 442 Spieler, unter denen neben den Challenge-Tour-Spielern auch mindestens sieben reine Amateure waren, die ausschließlich an der WM-Qualifikation teilgenommen hatte. Damals hatten Amateure, die Mitglied im Weltverband waren, die Möglichkeit, sich für die WM-Qualifikation anzumelden. Die folgende Tabelle zeigt die Top 34 der offiziellen Endwertung. Die für die nächste Saison qualifizierten Spieler sind je nach Qualifikationsweg farbig unterlegt.
| Platz | Spieler            | Punkte |
| ----- | ------------------ | ------ |
| 1     | Shaun Murphy       | 3544   |
| 2     | Andrew Norman      | 2616   |
| 3     | Luke Fisher        | 2404   |
| 4     | Adrian Rosa        | 2263   |
| 5     | Luke Simmonds      | 2069   |
| 6     | Surinder Gill      | 1797   |
| 7     | Tom Ford           | 1655   |
| 8     | Matthew Street     | 1643   |
| 9     | Ian Hurdman        | 1496   |
| 10    | Stephen Kershaw    | 1475   |
| 11    | Paul Davison       | 1472   |
| 12    | Eddie Barker       | 1449   |
| 13    | Ricky Walden       | 1437   |
| 14    | Rory McLeod        | 1434   |
| 15    | Jason Wallace      | 1365   |
| 16    | Ian Sargeant       | 1351   |
| 17    | Ryan Michael       | 1333   |
| 18    | Andy Neck          | 1303   |
| 19    | James McBain       | 1264   |
| 20    | Gary Lees          | 1205   |
| 21    | Kurt Maflin        | 1196   |
| 22    | Garoid O’Connor    | 1170   |
| 23    | Carl Stringer      | 1164   |
| 24    | Chris Melling      | 1132   |
| 25    | Richy McDonald     | 1128   |
| 26    | Wayne Cooper       | 1120   |
| 27    | Shaun Mellish      | 1102   |
| 28    | Dylan Leary        | 1089   |
| 29    | Brian Salmon       | 1083   |
| 30    | Sunit Vaswani      | 1079   |
| 31    | Michael Rhodes     | 1077   |
| 32    | Michael Wild       | 1053   |
| 33    | Edward Rhys Davies | 1047   |
| 34    | Sean Lanigan       | 1040   |

Virtuelle Rangliste
Die folgende Tabelle zeigt die virtuelle Rangliste ohne die Punkte aus der WM-Qualifikation, wie sie für die Ermittlung der zusätzlichen sieben Main-Tour-Qualifikanten ermittelt wurde. Sie ergibt sich aus der offiziellen Weltrangliste, wenn man die dort angegebenen Punkte aus der WM-Qualifikation bei den in Frage kommenden Spielern abzieht und die bereits als Top 16 für die Main Tour qualifizierten Spieler außenvorlässt. Hier abgebildet sind die Top 16 dieser virtuellen Rangliste. Nicht alle der auf der echten Rangliste in den Top 34 platzierten Spieler (siehe oben) sind auf dieser Rangliste enthalten, was dann daran liegt, dass die entsprechenden Spieler in der WM-Qualifikation einen entsprechend bedeutenden Anteil ihrer Endwertungspunktzahl erreicht haben. Michael Rhodes (Platz 31 auf der echten Endwertung) kam zum Beispiel in der WM-Qualifikation bis in die fünfte Runde, holte so zusätzlich zu seinen 627 Punkten aus den vier Challenge-Tour-Events weitere 450 Punkte und hatte deshalb am Ende 1077 Punkten. Auf der virtuellen Endwertung spielte er so aber keine Rolle.
| Platz | eigentl. Platz | Spieler            | Punkte |
| ----- | -------------- | ------------------ | ------ |
| 1     | 21             | Kurt Maflin        | 1196   |
| 2     | 24             | Chris Melling      | 1132   |
| 3     | 26             | Wayne Cooper       | 1120   |
| 4     | 17             | Ryan Michael       | 1083   |
| 5     | 29             | Brian Salmon       | 1083   |
| 6     | 30             | Sunit Vaswani      | 1079   |
| 7     | 33             | Edward Rhys Davies | 1047   |
| 8     | 36             | Scott Nicholson    | 1012   |
| 9     | 44             | David Lilley       | 938    |
| 10    | 22             | Garoid O’Connor    | 920    |
| 11    | 18             | Andy Neck          | 903    |
| 12    | 49             | Robert Mills       | 887    |
| 13    | 52             | Martin Gould       | 864    |
| 13    | 19             | James McBain       | 864    |
| 15    | 20             | Gary Lees          | 855    |
| 16    | 58             | Malcolm Bilclough  | 853    |